# Macrochaetus danneeli
Macrochaetus danneeli är en hjuldjursart som beskrevs av Koste och Russell J.Shiel 1983. Macrochaetus danneeli ingår i släktet Macrochaetus och familjen Trichotriidae. Inga underarter finns listade i Catalogue of Life.